# Jaigarh
|  | Per a altres significats, vegeu «Fort Jaigarh». |

Jaigarh és un port de la costa de Maharashtra, districte de Ratnagiri, a la desembocadura del riu Shastri o Sangameshwar a uns 155 km al sud de Bombai. La població el 1901 era de 2.567. i avui dia és d'uns centenars d'habitants, sent un petit poble pescador. El port forma una badia de 3 km de llarg i 8 d'ample ben protegida dels vents; el fort Jaigarh és al nord-oest del poble. Al cap hi ha un antic far. Fou una fortalesa construïda pels sultans de Bijapur, però va caure en mans del naik de Sangameshwar, dedicat a la pirateria (vers 1580) que fou prou fort com per resistir l'atac combinat dels portuguesos i Bijapur el 1583 i el 1585. El 1713 va passar a mans del pirata maratha Kanhoji Angria (Conajee Angria) fins vers el 1755, quedant després en mans del peshwa maratha. A la caiguda del peshwa el 1818, va passar als britànics que el van anomenar Fort Victòria.